# Harold Brown
Harold Brown, född 19 september 1927 i New York City, New York, död 4 januari 2019 i Rancho Santa Fe utanför San Diego i Kalifornien, var en amerikansk fysiker och demokratisk politiker. Han var USA:s försvarsminister 1977–1981.

## Biografi
21 år gammal avlade han sin doktorsexamen i fysik vid Columbia University. Därefter arbetade han som forskare vid University of California, Berkeley.
Brown var flygvapenminister 1965-1969 under president Lyndon B. Johnson och rektor för California Institute of Technology 1969-1977. Som försvarsminister tjänstgjorde han 1977-1981 under president Jimmy Carter.
I Carters kabinett var han en förespråkare av avspänningspolitiken. Därför råkade han ofta i konflikt med presidentens säkerhetsrådgivare Zbigniew Brzezinski. Brown deltog som medlare i det grundläggande arbetet för Camp David-avtalen i Mellanöstern. Han stödde ratificeringen av SALT II, men fördraget gick inte igenom i USA:s senat. Brown hade mera framgång med senaten när han förespråkade ratificeringen av avtalen om överlåtandet av Panamakanalzonen till Panama före år 2000. Brown ansåg att avtalen var till nytta för USA och att de dessutom tryggade Panamakanalens säkerhet och framtida bruk.
1981 fick han Frihetsmedaljen, Presidential Medal of Freedom. Han har varit chef för utrikespolitiska institutet vid Johns Hopkins University.